# In Supremae praeminentia Dignitatis
In Supremae praeminentia Dignitatis je apoštolská bula vydaná papežem Bonifácem VIII. 20. dubna 1303. Touto bulou papež založil Studium Urbis, pozdější římskou Univerzitu La Sapienza.